# MP3
MP3 или MPEG-1 Audio Layer 3 је најраширенији аудио формат записа фајла у коме је примењена компресија са губитком. Постао је широко распрострањен употребом интернет сервиса, почевши од Napster-a до разних  програма за размену датотека путем мреже. Упркос томе, MP3 је у ствари затворени (closed-source) формат, заштићен патентом. Алтернатива MP3 формату је Ogg формат, отворени формат, с вишим степеном компресије, али и мањом распрострањеношћу.